# Ásatrúarfélagið
Ásatrúarfélagið eller Íslenska Ásatrúarfélagið är ett isländskt nationellt samfund för asatroende. Samfundet bildades 1972 och godkändes som nationellt trossamfund 1973. Samfundets grundare och första allsherjargode (ungefär "hela folkets gode") var Sveinbjörn Beinteinsson. Samfundet är öppet för alla oavsett etnicitet. Enligt isländsk lag måste emellertid personer som inte har isländskt medborgarskap vara bosatta på Island och över 16 år för att få bli medlem i ett isländskt trossamfund.
Samfundet hade 3187 medlemmar år 2016, och är det största icke-kristna trossamfundet på Island.
Samfundet har köpt in mark nära Perlan på Öskjuhlíð i Reykjavik och planerar där att bygga ett modernt hov, det vill säga en gudstjänstlokal. 

## Allsherjargodar
- Sveinbjörn Beinteinsson, 1972-1993
- Jörmundur Ingi Hansen, 1994-2002
- Jónína Kristín Berg, 2002-2003
- Hilmar Örn Hilmarsson, Allsherjargode 2003-

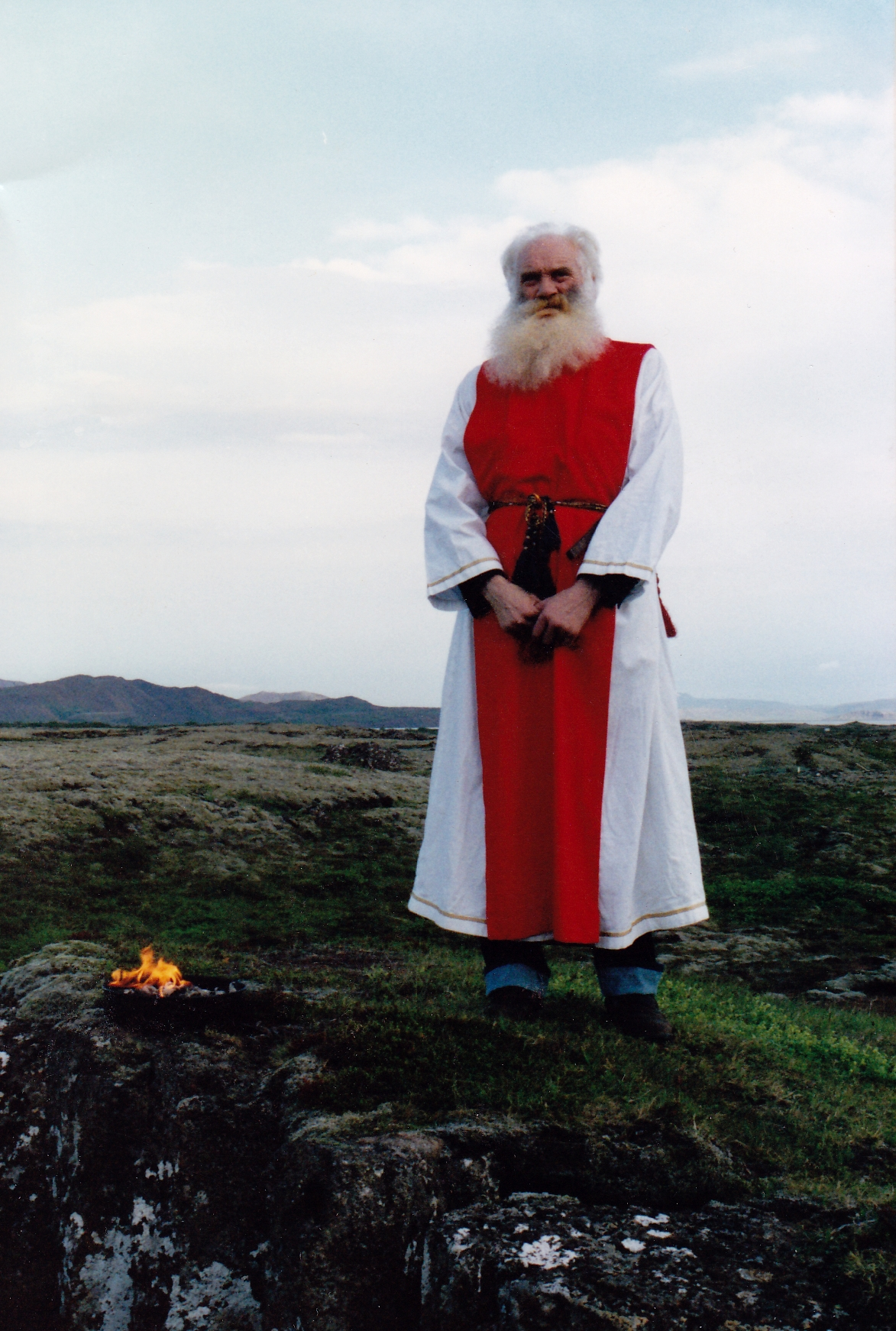
Allsherjargode Sveinbjörn Beinteinsson under ett blot 1991 fotograferad av Jónína K. Berg.
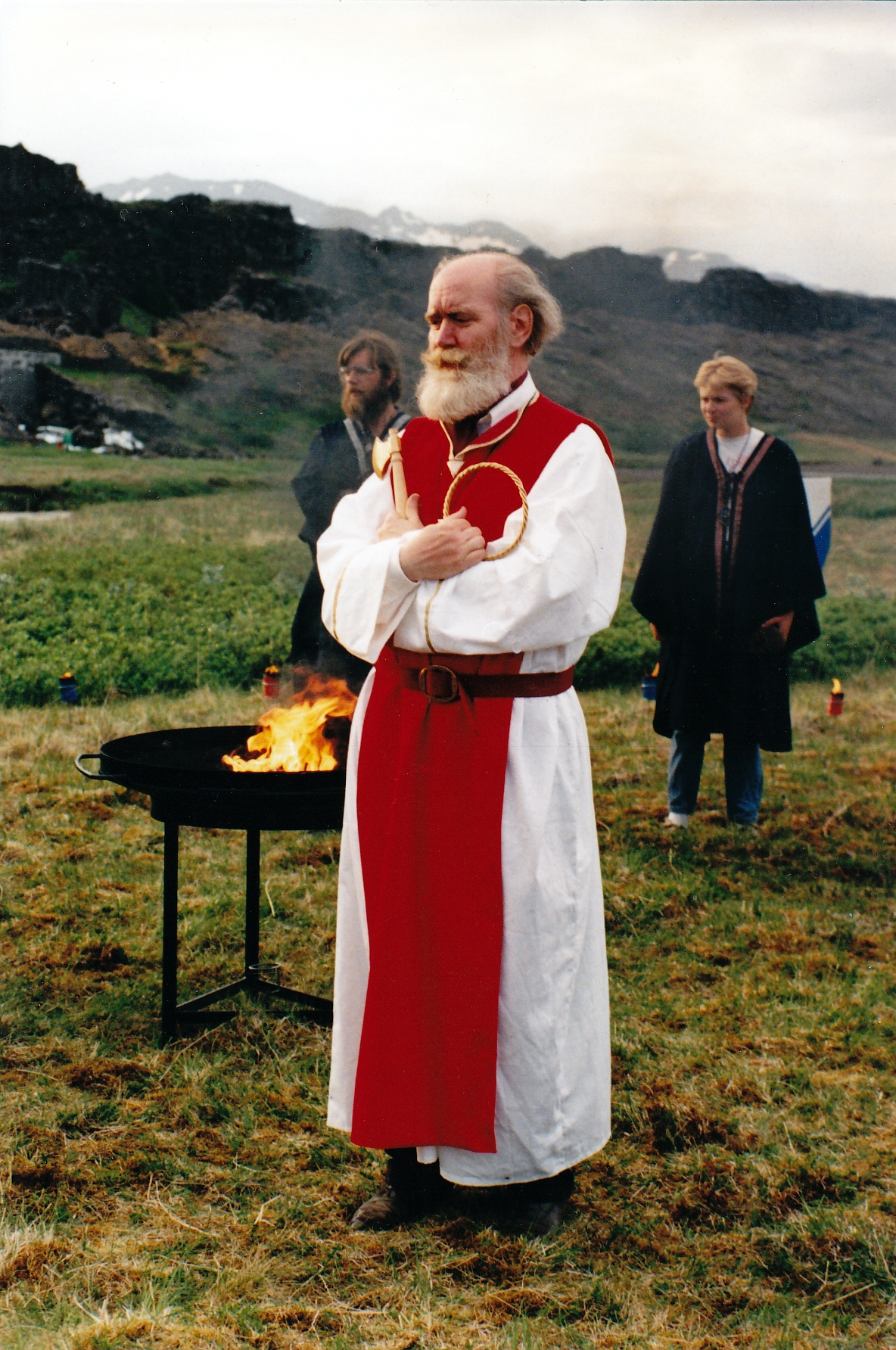
Allsherjargode Jörmundur Ingi Hansen vid sin installation som allsherjargode 1994 fotograferad av Jónína K. Berg.
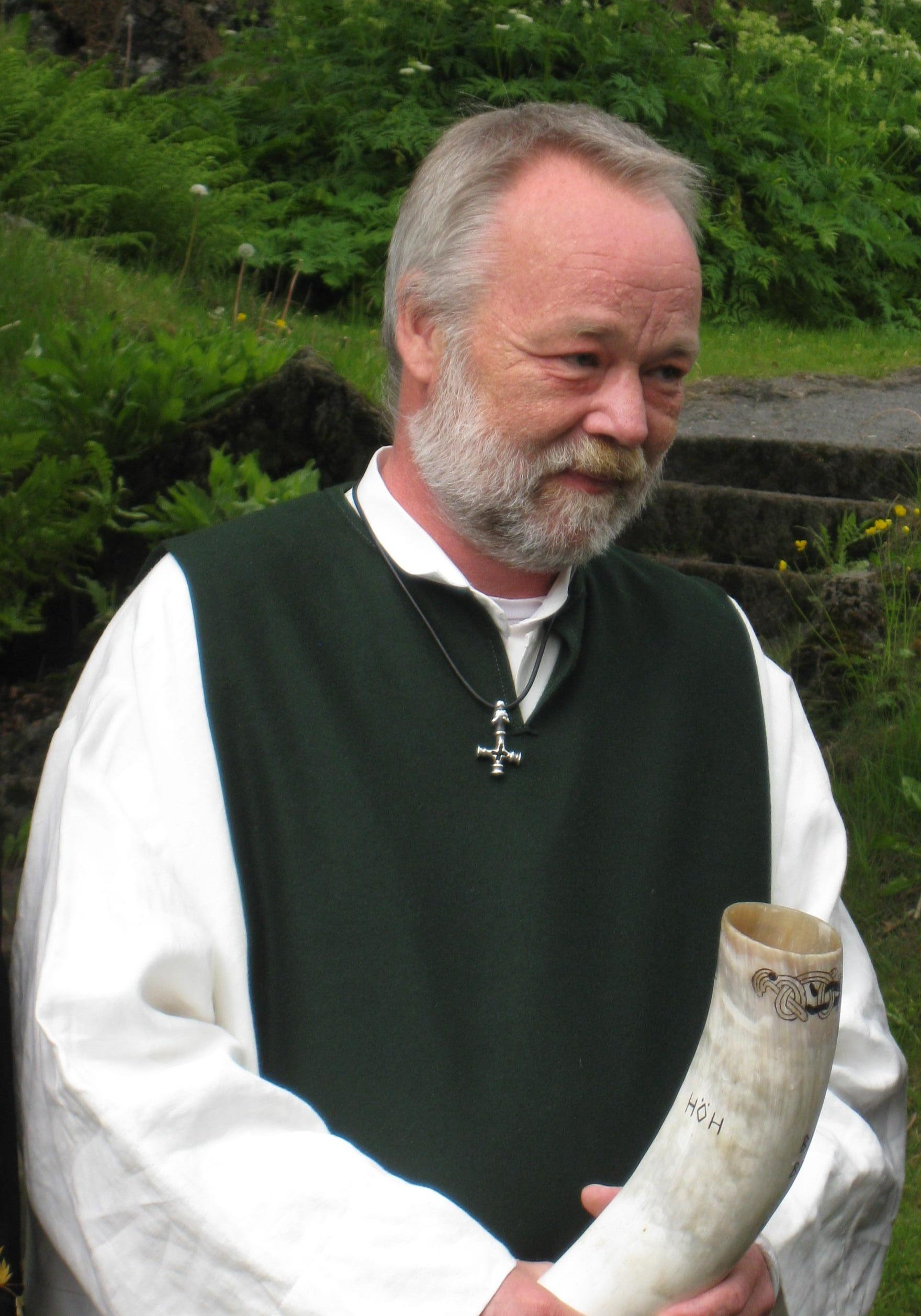
Allsherjargode Hilmar Örn Hilmarsson under ett bröllop 2009.